# 서안산 나들목
서안산 나들목(W.Ansan IC)은 경기도 안산시 단원구 선부2동에 설치된 영동고속도로의 4번 교차로이다. 나들목 진출입로는 시흥시 거모동과 접하고 있으며, 안산시 단원구 선부동, 신길동 및 시흥시 거모동 등지로 진출할 수 있다. 영동고속도로 인천 방향에서 평택시흥고속도로 평택 방향으로 이용하는 차량과 평택시흥고속도로 시흥 방향에서 영동고속도로 강릉 방향으로 이용하는 차량은 이 나들목으로 이용하여 인근의 성곡로로 통하여 평택시흥고속도로의 남안산 나들목으로 간접 연결이 된다. 이 중 시흥대로와 연결되는 진출로는 하이패스 전용 차로로 운영 중이다. 1990년 서해안고속도로로 계획될 당시에는 군자 나들목이었다가 1994년 7월 7일 개통하면서 서안산 나들목이 되었다. 요금소 팻말에 '서안산'과 '남시흥'이라는 명칭이 병기되어 있다.

## 연혁
- 1991년 3월 22일 : 나들목 신설을 위해 반월도시계획시설 교통광장에 안산시 선부동 일대를 군자 나들목으로 고시[2]
- 1993년 2월 5일 : 나들목 접속부 입체화로 구조 변경에 의해 경기도 안산시 선부동 1.223km 구간 도로구역 변경[3]
- 1994년 7월 7일 : 서해안고속도로 능해 ~ 안산 구간 개통과 함께 영업 개시[4]
- 1999년 9월 10일 : 2001년 12월까지 나들목 접속부 입체화 및 요금소 설치 공사를 위해 경기도 안산시 선부동 1km 구간 도로구역 변경[5]
- 2001년 5월 3일 : 요금 수납 방식이 개방식에서 폐쇄식으로 변경되어 나들목에 요금소를 설치하고 통행료 징수 개시[6]
- 2003년 7월 23일 : 나들목 접속부 입체화 및 요금소 설치 공사 기간을 2005년 12월로 연기[7]
- 2005년 2월 1일 : 2006년까지 나들목 감속 차로 개량 공사로 인해 경기도 안산시 단원구 선부동 850m 구간 도로구역 변경[8]
- 2015년 9월 23일 : 서안산 나들목 하이패스 전용 진출로 개통[9]

## 요금소 문제
본래 서안산 나들목은 1994년 개통할 당시에는 개방식 요금소를 통하여 고속도로 통행 요금을 징수하였으나, 한국도로공사가 차량 소통을 원활하게 한다는 이유로 개방식 요금소를 철거하고 2001년 5월 3일에 영동고속도로 (당시 명칭은 신갈안산고속도로)를 4차로에서 6차로로 확장 개통하면서 진·출입로마다 요금을 징수하는 폐쇄식으로 변경하였다. 그런데,요금소 건설 당시 당초에 안산시 선부동과 시흥시 거모동 일대 8만3000여m2를 안산시와 시흥시로부터 사들여 요금소 16개를 설치하려 하였으나 이 지역이 그린벨트인데다 군부대와 협의가 지연되어 충분한 요금소를 확보하지 못하여 고작 1만대 통행도 어려운 6개 (상·하행 각 3개)의 요금소를 설치하는 데 그친 상태로 개통하게 되었는데, 이 나들목은 출구 부근 지역인 반월·시화공단이 있어 하루 3만대 이상의 차량이 통행하는 곳이다보니 개통 하루만에 이 곳을 중심으로 극심한 정체가 발생하였다. 결국 한국도로공사는 이 나들목의 하행선 진출로인 인천에서 서안산 나들목 방면 진출로를 폐쇄하였고, 폐쇄와 동시에 이 일대는 정체가 풀렸다. 하지만 이 곳의 진출로 폐쇄로 인천 방면에서 이 곳을 이용하려는 차량은 안산 나들목까지 상당한 거리를 우회하여야하는 불편을 겪게 되었다.
한편 한국도로공사는 안산시가 이 나들목과 반월·시화공단을 잇는 도로 (지금의 성곡로)와 연결 및 요금소 이전 설치공사를 1999년 12월부터 시작하였으나 소음공해를 우려하는 지역 주민들의 민원으로 600m구간에 대한 토지보상을 하지 못하여 시흥시로부터 개발제한구역 행위허가를 얻지 못하였다가 2004년 10월 26일에야 한국도로공사에서 주민 민원을 수용하고 뒤늦게 공사를 재개하여 2006년 9월 27일에 신설된 요금소와 접속도로 구간을 개통한데 이어, 같은 해 11월 1일에 폐쇄되었던 인천에서 진출로 부분 공사도 완료하여 완전 재개통되었다.

## 구조물 정보
- 위치: 경기도 안산시 단원구 선부2동
- 영업소: 경기도 안산시 단원구 시흥대로 19-30 (선부동)

## 접속하는 도로
- 군자로
- 성곡로
- 시흥대로
- 간접 연결 : 국도 제39호선 (산단로·순환로, 도일사거리 이용), 153호선 평택시흥고속도로 (남안산 나들목 이용)

## 교통량 정보
| 요금소                  | 통행량 (대/일) | 통행량 (대/일) | 통행량 (대/일) | 통행량 (대/일) | 통행량 (대/일) | 통행량 (대/일) | 통행량 (대/일) | 통행량 (대/일) | 통행량 (대/일) | 통행량 (대/일) | 각주   |
| 요금소                  | 2001년         | 2002년         | 2003년         | 2004년         | 2005년         | 2006년         | 2007년         | 2008년         | 2009년         | 2010년         | 각주   |
| ----------------------- | -------------- | -------------- | -------------- | -------------- | -------------- | -------------- | -------------- | -------------- | -------------- | -------------- | ------ |
| 서안산(남시흥) (폐쇄식) | 16,396         | 17,807         | 18,029         | 17,707         | 17,745         | 18,499         | 29,812         | 32,935         | 35,257         | 37,740         | [ 14 ] |
| 요금소                  | 2011년         | 2012년         | 2013년         | 2014년         | 2015년         | 2016년         | 2017년         | 2018년         | 2019년         |                | [ 14 ] |
| 서안산(남시흥) (폐쇄식) | 38,075         | 38,247         | 35,850         | 35,668         | 35,601         | 35,982         | 36,815         | 36,341         | 35,862         |                | [ 14 ] |